# فانيسا باريس
فانيسا باريس (بالإنجليزية: Vanessa Parise)‏ (و. 1970  م) هي ممثلة، وممثلة أفلام، وكاتبة سيناريو أمريكية.

## التعليم
تعلمت في مدرسة طب هارفارد
.

## وصلات خارجية
- فانيسا باريس على موقع IMDb (الإنجليزية)
- فانيسا باريس على موقع ألو سيني (الفرنسية)
- فانيسا باريس على موقع أول موفي (الإنجليزية)
- فانيسا باريس على موقع قاعدة بيانات الفيلم (الإنجليزية)
- فانيسا باريس على موقع كينوبويسك (الروسية)